# سینیاوینو (استان لنینگراد)
سینیاوینو، استان لنینگراد (روسی: Синя́вино) یک محل شهری (یک سکونتگاه از نوع شهری) در ناحیه کیروفسکی در استان لنینگراد روسیه است که چندین کیلومتر از ساحل جنوبی دریاچه لادوگا، ۵۸ کیلومتر (۳۶ مایل) شرق سنت پترزبورگ و ۸ کیلومتر (۵ مایل) شرق کیروفسک واقع شده‌است.